# Maria Lasitskene
Maria Lasitskene   (Prokhladni, 14 de gener de 1993) és una atleta russa especialitzada en la prova de salt d'alçada. Ha participat en 1 Olimpíada, guanyant la medalla d'or als Jocs Olímpics de Tòquio 2020. A més, ha guanyat 3 medalles d'or en els Campionats del Món i 2 medalles (1 d'or) en els Campionats d'Europa.
Actualment, Lasitskene no pot competir en competicions internacionals degut a l'exclusió de les atletes russes i bielorusses, per la invasió russa d'Ucraïna.

## Marques personals
| Disciplina    | Marca | Seu     | Data                |
| ------------- | ----- | ------- | ------------------- |
| Salt d'alçada | 2.06m | Lausana | 6 de juliol de 2017 |

## Trajectòria professional
| Jocs Olímpics      | Jocs Olímpics | Jocs Olímpics | Jocs Olímpics |
| Any                | Seu           | Posició       | Prova         |
| ------------------ | ------------- | ------------- | ------------- |
| 2020               | Tòquio        | 1             | Salt d'alçada |
| Campionat del Món  |               |               |               |
| 2015               | Pequín        | 1             | Salt d'alçada |
| 2017               | Londres       | 1             | Salt d'alçada |
| 2019               | Doha          | 1             | Salt d'alçada |
| Campionat d'Europa |               |               |               |
| 2014               | Zúric         | 2             | Salt d'alçada |
| 2018               | Berlín        | 1             | Salt d'alçada |